# Auppegard
Auppegard [ópegár] je francouzská obec v departementu Seine-Maritime v regionu Normandie. Žije zde 688 obyvatel.

## Poloha obce
Obec leží 9 km od pobřeží Lamanšského průlivu a asi 12 km jižně od Dieppe.

### Sousední obce
| Růžice kompasu | Thil-Manneville     | Colmesnil-Manneville   | Sauqueville  | Růžice kompasu |
| Růžice kompasu | Hermanville         | Sever                  | Manéhouville | Růžice kompasu |
| Růžice kompasu | Hermanville         | Auppegard              | Manéhouville | Růžice kompasu |
| Růžice kompasu | Hermanville         | Jih                    | Manéhouville | Růžice kompasu |
| Růžice kompasu | Bacqueville-en-Caux | Bertreville-Saint-Ouen |              | Růžice kompasu |